# Provincia d'Assia
La provincia d'Assia o Kurhessen fu una provincia dello stato della Prussia dal 1944 al 1945.

## Storia
Anche se tutti gli stati tedeschi vennero de facto aboliti dal partito nazista nel 1933, il governo dissolse la provincia prussiana di Assia-Nassau in due province solo a partire dal 1º aprile 1944, l'Assia ed il Nassau.
Il nome di Kurhessen derivava alla provincia dall'Elettorato d'Assia, che la Prussia aveva annesso a seguito della guerra austro-prussiana andando a formare la provincia dell'Assia-Nassau.
A seguito della fine della Seconda Guerra mondiale, la provincia d'Assia ricadde sotto l'amministrazione americana. La provincia di Nassau venne dissolta dalle forze occupanti il 19 settembre 1945 per formare parte dello stato della Grande Assia. Solo l'anno successivo la Grande Assia divenne parte del moderno stato dell'Assia.
| Controllo di autorità | VIAF (EN) 123818048 · GND (DE) 2044627-5 |